# بیضی‌گون

در هندسهٔ تحلیلی، بیضی‌گون (به انگلیسی: Ellipsoid) یا بیضی‌وار یک رویهٔ کران‌دار و یکی از انواع رویه‌های درجهٔ دوم است. بیضی‌گون را می‌توان حاصل دِفُرمه کردن یک کره تصور کرد.

## ویژگی‌ها

سطح مقطع بیضی‌گون

هر سطح مقطع از بیضی‌گون یا یک بیضی است، یا یک نقطه یا تهی. به همین دلیل است که بیضی‌گون (به معنی شبیه بیضی) نامگذاری شده.

### تقارن و قطرها

بیضی‌گونی با محورهای تقارن و و ، مرکز تقارن و شعاع‌های و و

بیضی‌گون سه محور (خط) تقارن دارد که همگی برهم عمود و در یک مرکز (نقطه) تقارن (مرکز بیضی) با یکدیگر متقاطع هستند.
سه پاره‌خط محدود در بیضی و روی محورهای تقارنش را قطرهای بیضی می‌نامند.

### حجم
حجم بیضی‌گون به کمک فرمول {\displaystyle {4 \over 3}\pi abc} زیر به دست می‌آید.

### حالت‌های خاص

تصویری از انواع خاص بیضی‌گون با شعاع‌های و و : کره (بالا)، کره‌وار (چپ) و بیضی‌گون به‌طور کلّی (راست)

- اگر دو تا از قطرهای بیضی‌گون برابر باشند، به آن کره‌وار نیز می‌گویند که از دوران یک بیضی به دست می‌آید.
- اگر هر سه قطر بیضی با یکدیگر برابر باشند، به آن کره می‌گویند.

## معادلهٔ استاندارد

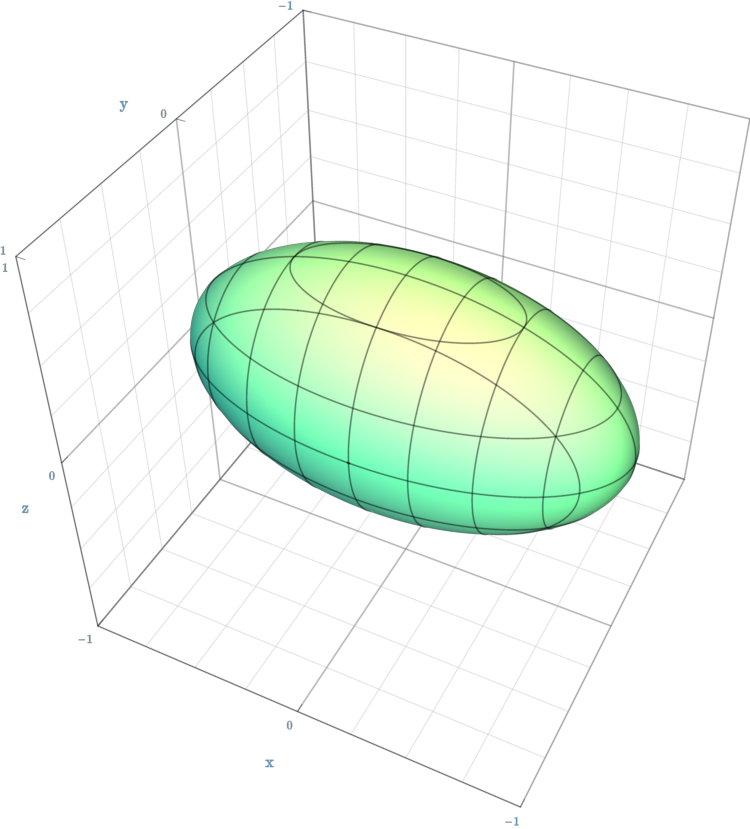
یک بیضی گون با معادله استاندارد

در دستگاه مختصات دکارتی، روش استاندارد نمایش بیضی‌گون با قطرهای {\displaystyle 2a} و {\displaystyle 2b} و {\displaystyle 2c} و با مرکز در مبدأ مختصات به صورت زیر است:
{\displaystyle {x^{2} \over a^{2}}+{y^{2} \over b^{2}}+{z^{2} \over c^{2}}=1}

### در ابعاد بالاتر
بیضی‌گون یک رویهٔ درجه دو است. یک ابربیضی‌گون در فضای {\displaystyle \mathbb {R} ^{n}}، یک ابررویهٔ درجه دو است.
یک ابربیضی‌گون با مرکز در مبدأ مختصات شعاع‌های {\displaystyle c_{1},c_{2},\dots ,c_{n}}، مکان هندسی نقاطی مانند {\displaystyle P=(x_{1},x_{2},\dots ,x_{n})} است که در معادلهٔ استاندارد زیر صدق کنند:
{\displaystyle {x_{1}^{2} \over c_{1}^{2}}+{x_{2}^{2} \over c_{2}^{2}}+\dots +{x_{n}^{2} \over c_{n}^{2}}=1}
محاسبهٔ حجم ابربیضی‌گون شبیه بیضی‌گون است.